# Mimoza wstydliwa

Zamykanie listków po reakcji na dotyk

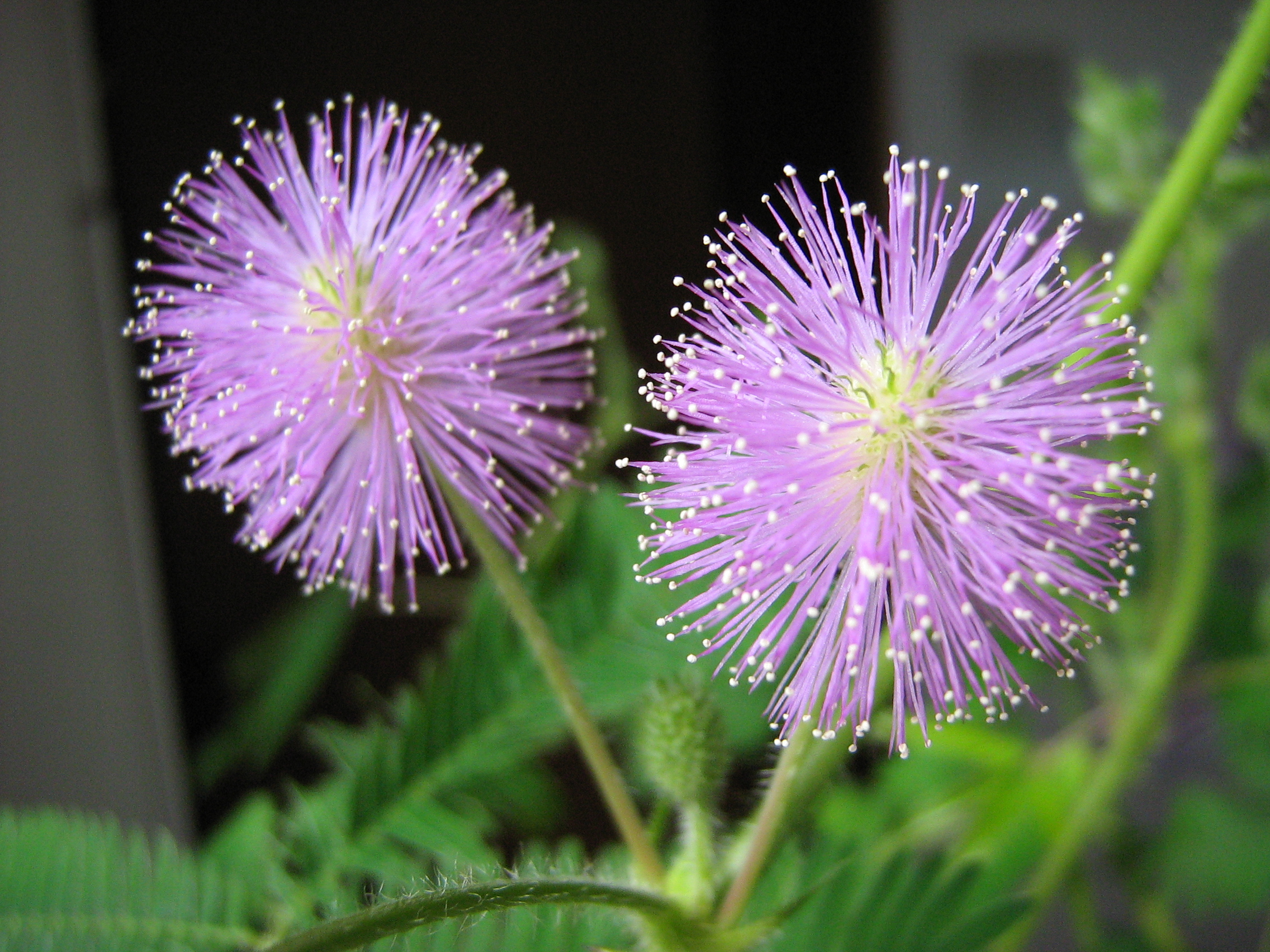
Kwiatostany

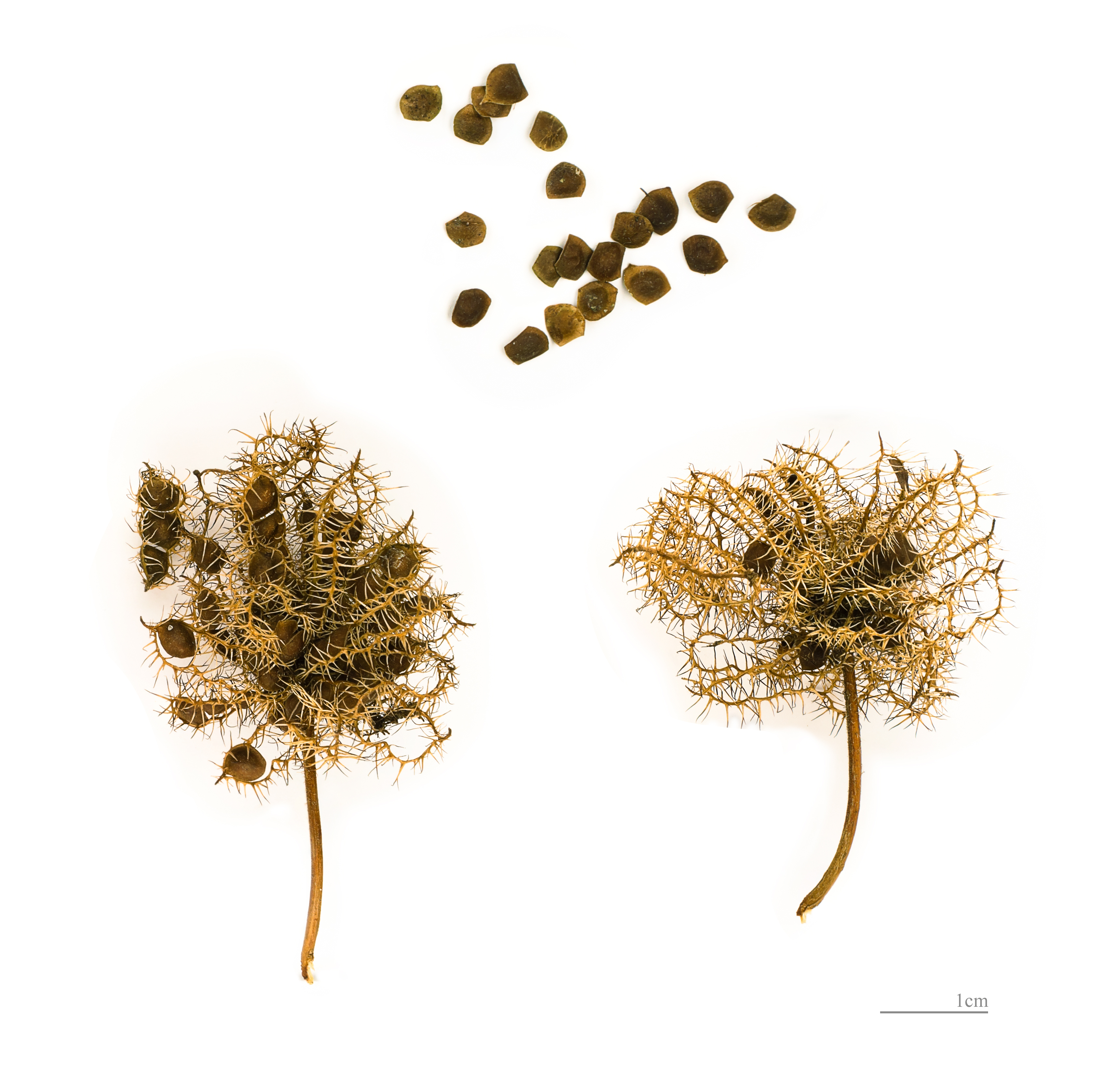
Owoce i nasiona

Mimoza wstydliwa, czułek wstydliwy (Mimosa pudica) – gatunek rośliny z rodziny bobowatych i podrodziny mimozowych. Pochodzi prawdopodobnie z tropików Ameryki Południowej, rozpowszechniony jako chwast i roślina ruderalna w całej strefie międzyzwrotnikowej. Roślina problematyczna ponieważ tworzy gęste skupienia utrudniające rozwój innych gatunków. Uprawiana także jako roślina doniczkowa i w ogrodach botanicznych z powodu ciekawego mechanizmu składania liści po dotknięciu.

## Morfologia
PokrójSłabo zdrewniały półkrzew lub bylina osiągająca do 1 m wysokości. Pędy są cierniste.
LiścieNaprzemianległe, podwójnie pierzaste z jedną lub dwiema parami listków. Każdy z listków podzielony jest na 10-26 par podługowatych, naprzeciwległych par listków o długości 3–12 mm i szerokości 1–2 mm.
KwiatyDrobne w kolorze różowofioletowym, z długimi na 8 mm pręcikami wystającymi z korony. Kwiaty zebrane są w główki o średnicy 1–2 cm. Zapylenie dokonywane jest przez wiatr i owady. Rośliny kwitną w okresie od lipca do października.
OwocWielonasienny strąk 15–25 mm długi i ok. 4 mm szerokości, szorstko owłosiony na krawędziach klap.

## Biologia
Roślina szybko reaguje w chwili dotyku, szybkiego ochłodzenia czy ogrzania liści lub impulsu elektrycznego. W najbliższym rejonie wystąpienia bodźca zewnętrznego reaguje zamykaniem (składaniem) liści (tzw. ruchy sejsmonastyczne). Ma najkrótszy czas reakcji na bodziec wśród wszystkich wykazujących tego typu reakcje gatunków – nawet 0,08 s. Listki odcinków drugiego rzędu składają się do góry i stykają ze sobą górnymi powierzchniami, całe odcinki zbliżają się do siebie, a ogonek zwisa. Po ustąpieniu bodźca powrót do położenia wyjściowego zajmuje 15–20 min. Mechanizm tego ruchu polega na zmianach turgoru w komórkach poduszeczek funkcjonujących jako tzw. staw przegubowy. Znajdują się one u nasady liścia oraz u podstaw wszystkich odcinków liścia. Sygnał przenoszony jest prawdopodobnie przez aminokwasy. Przenoszenie sygnału następuje w zależności od temperatury otoczenia i siły bodźca z prędkością 0,5-10 cm/s.

## Zastosowanie
Jest uprawiana jako roślina ozdobna. W krajach o ciepłym klimacie (strefa 10-12) jest uprawiana w gruncie. W Polsce ze względu na klimat jest uprawiana w szklarniach i jako roślina pokojowa.

## Uprawa
WymaganiaRoślina wymaga stanowiska słonecznego przez cały rok, ciepłego (20-25 °C), wilgotnego powietrza i żyznego podłoża (ziemia ogrodowa z domieszką torfu i piasku).
PielęgnacjaMimoza wymaga regularnego i obfitego podlewania, a w okresie wegetacyjnym co 2 tygodnie zasilania nawozami wieloskładnikowymi. Niezależnie od staranności pielęgnacji, roślina dobrze wygląda zwykle tylko w pierwszym roku życia, później należy ją zastępować okazami młodszymi.
RozmnażanieW warunkach domowych trudno uzyskać rośliny dobrze wyrośnięte i zdrowe. Mimoza rozmnażana jest poprzez siew nasion w okresie lutego-marca. Nasiona wysiewa się w płytkich miseczkach, po uprzednim namoczeniu w ciepłej wodzie. Do doniczek przesadza się siewki mające już kilka liści.